# Estación de Hospital de Móstoles
Hospital de Móstoles es una estación de la línea 12 del Metro de Madrid situada junto al hospital de Móstoles.

## Historia
La estación se abrió al público el 11 de abril de 2003, al igual que el resto de la línea.
Desde el 21 de junio de 2014, Hospital de Móstoles se convirtió en terminal de la línea 12 por las obras de mejora de las instalaciones entre esta estación y Universidad Rey Juan Carlos. El motivo de estas obras fue la modernización y mejora de la plataforma de la vía, con la sustitución de tacos, inyecciones, zanjas transversales y ensanche de canal. El servicio se restableció el 5 de julio de ese año.
Desde el 20 de junio de 2015, la estación permanece cerrada por obras de mejora de las instalaciones entre las estaciones de Universidad Rey Juan Carlos y Loranca. Existió un servicio especial de autobuses, que sustituye el servicio prestado por Metro de Madrid: el SE3 (Universidad Rey Juan Carlos - Loranca), que realiza parada en la calle del Río Ebro (sentido Loranca) y en la calle de Alfonso XII (sentido Universidad Rey Juan Carlos). El servicio se restableció el 6 de septiembre de 2015.
Entre el 21 de junio y el 5 de septiembre de 2021 actuó como cabecera por el corte de la línea 12 entre esta estación y Conservatorio para llevar a cabo obras de reparación en la infraestructura. Se habilitó un Servicio Especial de autobús gratuito con parada en el entorno de las estaciones afectadas.

## Accesos
Vestíbulo Hospital de Móstoles
- Río Ebro - Río Sella C/ Río Sella
- Ascensor C/ Río Sella

## Líneas y conexiones

### Metro
| << cabecera | < estación | línea | estación >       | cabecera >> |
| ----------- | ---------- | ----- | ---------------- | ----------- |
| circular    | Pradillo   |       | Manuela Malasaña | circular    |

### Autobuses
| Diurnos                                                                                     |                                                  |                                                                              |               |
| Línea                                                                                       | Destino                                          | Parada                                                                       | Operador      |
| 1                                                                                           | Estación FFCC Móstoles                           | 08596 Río Ebro-Hospital de Móstoles (N.º 9) (sentido calle de Alfonso XII)   | Arriva Madrid |
| 1                                                                                           | Las Cumbres                                      | 08595 Río Ebro-Hospital de Móstoles (N.º 9) (sentido avenida de Extremadura) | Arriva Madrid |
| 2                                                                                           | Móstoles (Pradillo)                              | 05190 Alfonso XII-Río Tormes (N.º 5)                                         | Arriva Madrid |
| 3                                                                                           | Polígono industrial Las Nieves Móstoles-El SotoH | 05190 Alfonso XII-Río Tormes (N.º 5)                                         | Arriva Madrid |
| 2                                                                                           | Cementerio                                       | 08576 Pº Arroyomolinos-Parque la Paz (N.º 29)                                | Arriva Madrid |
| 3                                                                                           | Móstoles (Pradillo)                              | 08597 Alfonso XII-Av. Dos de Mayo (N.º 6)                                    | Arriva Madrid |
| H Algunos de los servicios de la línea 3 solo llegan hasta la estación de Móstoles-El Soto. |                                                  |                                                                              |               |

| Diurnos |                                              |                                               |               |
| Línea   | Destino                                      | Parada                                        | Operador      |
| 520     | Alcorcón                                     | 05190 Alfonso XII-Río Tormes (N.º 5)          | Arriva Madrid |
| 521     | Madrid (Príncipe Pío)                        | 05190 Alfonso XII-Río Tormes (N.º 5)          | Arriva Madrid |
| 520     | Móstoles (Polígono industrial Arroyomolinos) | 08576 Pº Arroyomolinos-Parque la Paz (N.º 29) | Arriva Madrid |
| 521     | Móstoles (Polígono industrial Arroyomolinos) | 08576 Pº Arroyomolinos-Parque la Paz (N.º 29) | Arriva Madrid |